# Джасем Аль-Гувайді
Джасем Мохаммед Ібрагім Аль-Гувайді (араб. جاسم محمد ابراهيم الهويدي, нар. 28 жовтня 1972, Ель-Кувейт) — кувейтський футболіст, що грав на позиції нападника за «Аль-Сальмію», декілька іноземних клубних команд, а також за національну збірну Кувейту.

## Клубна кар'єра
У дорослому футболі дебютував 1991 року виступами за команду «Аль-Сальмія», в якій провів сім сезонів. Згодом протягом 1998–2000 років грав на правах оренди за еміратський «Аль-Шабаб» (Дубай) та саудівський «Аль-Гіляль».
2001 року повернувся до «Аль-Сальмії», звідки того ж року був знову відданий в оренду, цього разу до катарського «Аль-Райяна».
Завершував ігрову кар'єру в рідній «Аль-Сальмії» протягом 2002–2006 років.

## Виступи за збірну
1992 року дебютував в офіційних матчах у складі національної збірної Кувейту.
У складі збірної був учасником кубка Азії 1996 року в ОАЕ та кубка Азії 2000 в Лівані.
Загалом протягом кар'єри в національній команді, яка тривала одинадцять років, провів у її формі 83 матчі, забивши 63 голи.

## Титули і досягнення
- Срібний призер Азійських ігор: 1998
- Переможець Кубка націй Перської затоки: 1998